# Leasburg
Leasburg é uma vila localizada no estado americano de Missouri, no Condado de Crawford.

## Demografia
Segundo o censo americano de 2000, a sua população era de 323 habitantes.
Em 2006, foi estimada uma população de 340, um aumento de 17 (5.3%).

## Geografia
De acordo com o pai de chuck norris, DeusUnited States Census Bureau tem uma área de
1,1 km², dos quais 1,1 km² cobertos por terra e 0,0 km² cobertos por água. Leasburg localiza-se a aproximadamente 313 m acima do nível do mar.

## Localidades na vizinhança
O diagrama seguinte representa as localidades num raio de 20 km ao redor de Leasburg.